# 歩兵第15連隊

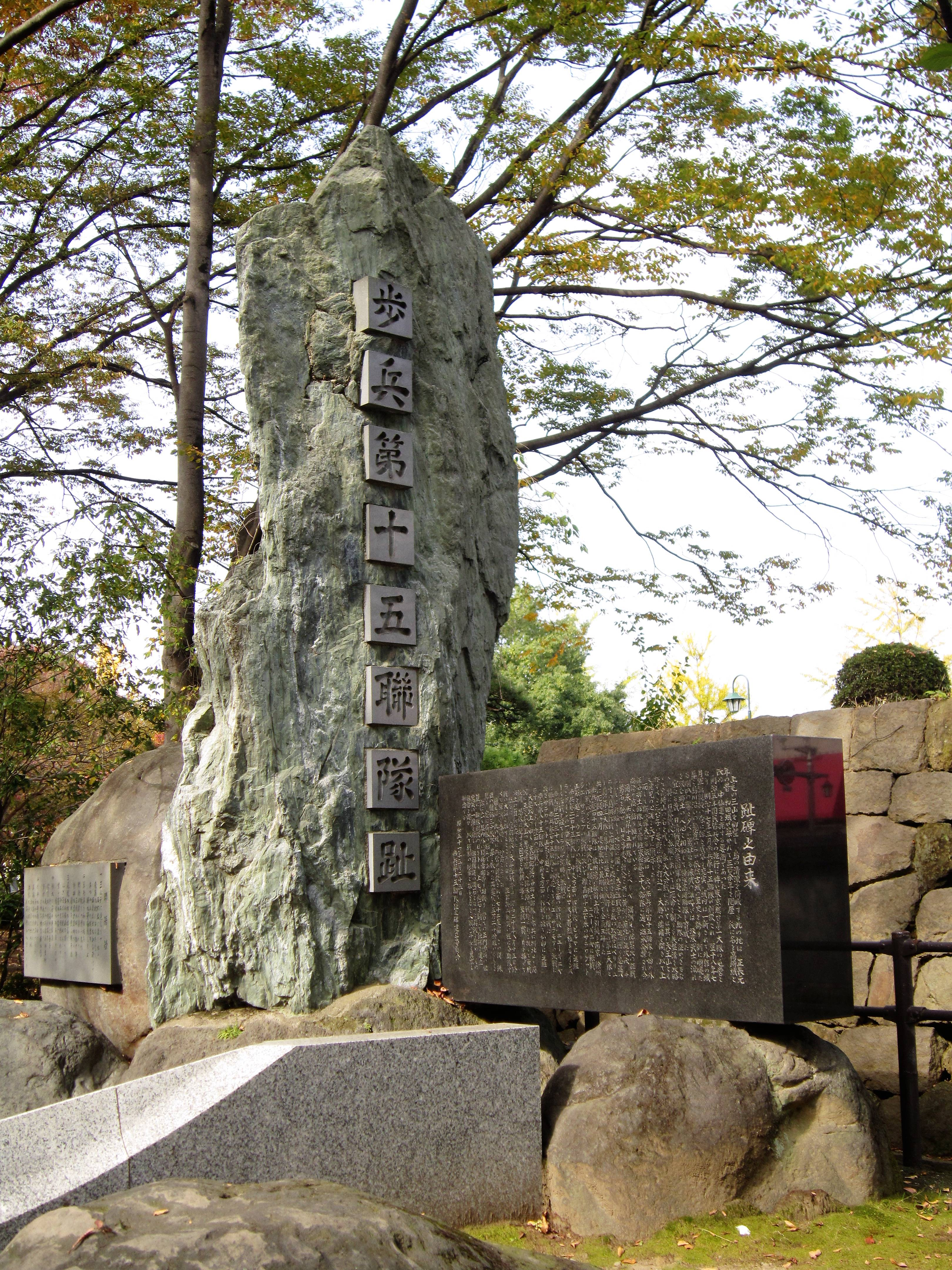
歩兵第十五聯隊趾（高崎城址）

歩兵第15連隊（ほへいだい15れんたい、歩兵第十五聯隊）は、大日本帝国陸軍の歩兵連隊のひとつ。西南戦争後の軍備拡張によって、群馬県高崎市にて創設された。日清・日露戦争から、満洲・上海両事変、日中戦争、太平洋戦争とほぼすべての戦役に参加。終戦時はパラオにあった。

## 沿革
- 1884年（明治17年） - 編成開始[1]。
- 1885年（明治18年）7月27日 - 軍旗拝受、東京鎮台第1旅団隷下。
- 1887年（明治20年） - 編成完了[1]。
- 1888年（明治21年)）5月 - 東京鎮台を廃し、第1師団を創設。その隷下に入る。
- 1894年（明治27年） - 日清戦争に従軍
- 1904年（明治37年） - 日露戦争に従軍、第2軍隷下として金州城、南山攻略に参加。その後乃木第3軍に移り、旅順攻囲戦に参加
- 1907年（明治40年）9月 - 第14師団歩兵第28旅団（宇都宮）の隷下に入る
- 1919年（大正8年）4月 - シベリア出兵に従軍
- 1927年（昭和2年）4月 - 関東軍隷下となり、満洲の旅順に駐留
- 1928年（昭和3年）5月6日 - 山東省青島市に進出、済南、奉天省奉天などを転戦
- 1929年（昭和4年）4月 - 帰還
- 1932年（昭和7年）3月 - 第一次上海事変勃発とともに上海に出征

5月 - 満洲事変勃発とともに北満に転戦
- 1934年（昭和9年）
  - 4月 - 帰還
  - 11月 - 陸軍特別大演習に参加。兵営庭が賜饌場となる[2]。
- 1935年（昭和10年）9月26日 - 集中豪雨に見舞われた高崎市内で救援活動中、兵士7人が濁流に飲まれ全員死亡・行方不明[3]。
- 1937年（昭和12年）8月 - 日中戦争勃発とともに大陸に出征、永定河渡河作戦に参加。その後、保定、彰徳、山西省、徐州を転戦
- 1939年（昭和14年）12月 - 高崎に復員
- 1940年（昭和15年）8月 - 師団とともに満洲移駐となり、チチハルに駐屯
- 1944年（昭和19年）2月 - 南方派遣令

4月24日 - パラオに到着、第3大隊（大隊長千明（ちぎら）大尉）のみペリリュー島の歩兵第2連隊に分遣
11月 - 第2大隊が激戦中のペリリュー島に逆上陸
- 1945年（昭和20年）8月31日 - 軍旗奉焼。

## 歴代連隊長
| 代 | 氏名         | 在任期間               | 備考               |
| -- | ------------ | ---------------------- | ------------------ |
| 1  | 古川氏潔     | 1885.5.26 - 1885.10.10 | 中佐               |
| 2  | 河野通好     | 1886.6.17 - 1896.9.25  | 中佐、1891.9.大佐  |
| 3  | 飯田俊助     | 1896.9.25 -            |                    |
| 4  | 太田貞固     | 1898.10.1 - 1900.10.31 | 中佐、1900.4.大佐  |
| 5  | 井口五郎     | 1900.10.31 - 1903.9.23 | 中佐、1902.11.大佐 |
| 6  | 千田貞幹     | 1903.9.23 -            | 中佐、1905.3.大佐  |
| 7  | 戸板百十彦   | 1904.12.12 -           | 中佐               |
| 8  | 五十君弘太郎 | 1905.3.17 - 1906.3.9   | 中佐、戦傷         |
| 9  | 渡辺湊       | 1906.3.14 - 1911.9.6   | 中佐、1907.11.大佐 |
| 10 | 米津逸三     | 1911.9.6 - 1912.9.28   |                    |
| 11 | 大野豊四     | 1912.9.28 - 1913.8.22  |                    |
| 12 | 古木秀太郎   | 1913.8.22 -            |                    |
| 13 | 円藤作蔵     | 1918.7.24 -            |                    |
| 14 | 中村定吉     | 1920.12.1 -            |                    |
| 15 | 井上璞       | 1922.8.15 -            |                    |
| 16 | 山口十八     | 1923.8.6 -             |                    |
| 17 | 内藤貞一     | 1924.8.20 -            |                    |
| 18 | 藤田進       | 1928.3.8 -             |                    |
| 19 | 谷実夫       | 1929.8.1 -             |                    |
| 20 | 高橋勘二     | 1931.8.1 -             |                    |
| 21 | 甘粕重太郎   | 1932.5.3 -             |                    |
| 22 | 役山久義     | 1933.12.20 -           |                    |
| 23 | 中井良太郎   | 1935.8.1 -             |                    |
| 24 | 森田範正     | 1936.8.1 -             |                    |
| 25 | 井上靖       | 1938.3.1 -             |                    |
| 26 | 植松操       | 1939.3.9 -             |                    |
| 27 | 高山亀夫     | 1939.6.23 -            |                    |
| 末 | 福井義介     | 1943.6.1               | 終戦時             |